# كورنول (فيرمونت)
كورنول (بالإنجليزية: Cornwall, Vermont)‏ هي بلدة تقع بولاية فيرمونت في الولايات المتحدة. تبلغ مساحتها 74.1 (كم²)، وترتفع عن سطح البحر 113 م، بلغ عدد سكانها 1185 نسمة في عام 2010 حسب إحصاء مكتب تعداد الولايات المتحدة وتصل الكثافة السكانية فيها 16.1 نسمة/كم2.

## أعلام
- يونان سانفورد
- لوك رينولدز
- شيلدون بيك
- يوجين س. بينغهام

## وصلات خارجية
- cornwallvt.com
- The US50 - Cities and Towns in Vermont State
- Vermont Cities and Towns, Facts, Map, Flag, Colleges, Government, and More